# Средња Омањска
Средња Омањска је насељено мјесто у општини Усора, Босна и Херцеговина.

## Историја
До рата је ово насеље било у саставу општине Тешањ.

## Становништво
|             | 2013.        | 1991.        |
| Укупно      | 693 (100,0%) | 842 (100,0%) |
| Хрвати      | 678 (97,84%) | 832 (98,81%) |
| Бошњаци     | 8 (1,154%)   | –            |
| Остали      | 3 (0,433%)   | 2 (0,238%)   |
| Срби        | 2 (0,289%)   | 6 (0,713%)   |
| Муслимани   | 2 (0,289%)   | –            |
| Југословени | –            | 2 (0,238%)   |